# Karin Renner

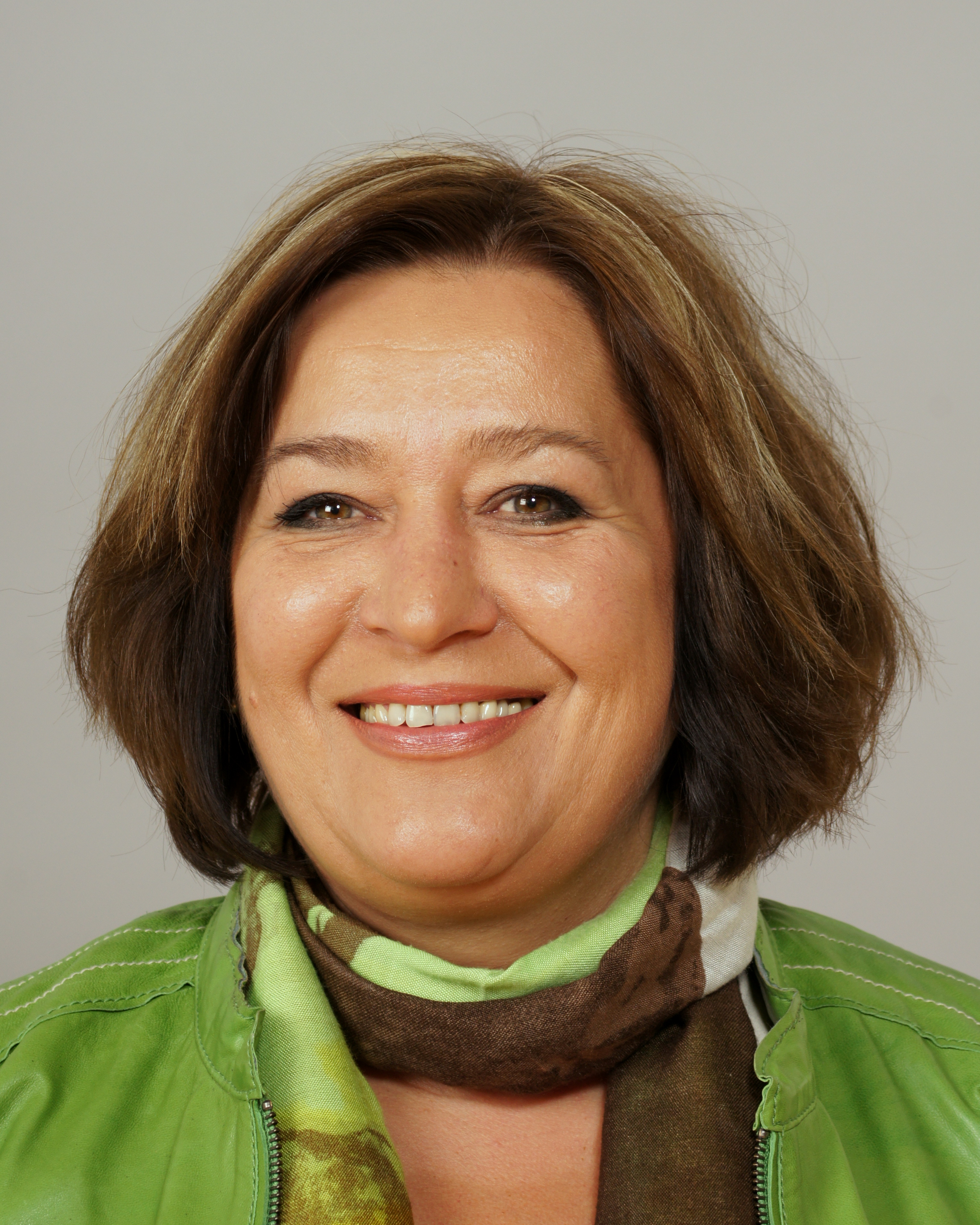
Karin Renner (2013)

Karin Renner (* 2. August 1965 in Wien) ist eine österreichische Politikerin (SPÖ). Von 2018 bis 2023 war Renner Dritte Präsidentin des Niederösterreichischen Landtages. Von 2013 bis 2018 war sie Landeshauptmann- bzw. Landeshauptfrau-Stellvertreterin sowie Landesrätin in der Niederösterreichischen Landesregierung.

## Leben
Karin Renner besuchte nach der Volksschule, eine integrierte Gesamtschule sowie anschließend die Handelsschule. Sie war in der Privatwirtschaft tätig und arbeitete später als Beamtin im Verwaltungsgerichtshof. Im zweiten Bildungsweg studierte sie Politikwissenschaft und Pädagogik, womit sie nach einer Diplomarbeit über Hans Kelsen an der Universität Wien im Jahr 2001 den akademischen Grad Magister erwarb.
Zwischen 2000 und 2013 war sie Vizebürgermeisterin in Markgrafneusiedl. Von 2003 und 2013 war sie auch Abgeordnete zum Landtag von Niederösterreich.
Im Landtagsklub war sie Sprecherin für Integration, Jugend und Jugendwohlfahrt, Kultur und Verfassungsfragen.
Am 24. April 2013 wurde Renner vom Landtag zur Landeshauptmann-Stellvertreterin gewählt. In der Landesregierung ist sie unter anderem für Konsumentenschutz, Nahrungsmittelkontrolle, Gemeindefinanzen und Siedlungswasserwirtschaft zuständig.
Innerparteilich hat sie seit 2009 die Funktion der Bezirksvorsitzenden der SPÖ Gänserndorf inne.
Neben der politischen Tätigkeit ist sie im Bezirksvorstand der Volkshilfe Gänserndorf sowie Vizepräsidentin der Volkshilfe Niederösterreich.
Karin Renner ist verheiratet und Mutter eines Sohnes.

## Politik
Als Jugendsprecherin der SPNÖ engagierte sich Karin Renner stark für die Absenkung des Wahlrechts auf 16 Jahre. Renner begründete dies in einer Aussendung: „Die Senkung des Wahlalters ist uns ein wichtiges Anliegen! Die Jugendlichen treffen im Alter von 14 Jahren die Entscheidung über ihren weiteren Ausbildungs- und Berufsweg - daher dürfen wir ihnen auch ohne weiteres zutrauen, dass sie auch in politischen Fragen selbstbewusste und verantwortungsvolle Entscheidungen treffen.“
Auch für die österreichweite Vereinheitlichung des Jugendschutzes machte sich Renner stark.
Ein Fokus ihrer Landtagsarbeit lag auf dem Einsatz gegen Atomkraft. Sie bezeichnet den kompletten Ausstieg aus der Atomkraft als letztlich einzigen gangbaren Weg. Als gelernte Politikwissenschaftlerin engagierte sich Renner außerdem stark in Verfassungsfragen, etwa bei der Reform des Wahlrechts.
Daneben waren für die Weinviertlerin auch immer regionale Themen bedeutsam, etwa der von ihr geforderte Ausbau der S8.
Als Landeshauptmann-Stellvertreterin hat Karin Renner einen wesentlichen Schwerpunkt ihrer Arbeit auf Konsumentenschutzfragen gelegt. Renner dazu in einer Aussendung: „Die Aufgaben im Konsumentenschutz sind unglaublich vielfältig und ein Bereich, dem ich mich gerne widmen möchte. Sie reichen von allgemeinen Konsumentenproblemen […] bis zu Fragen rund um Telefon und Handy, […] aber auch Preisauszeichnung, [...] sowie die Themen Versicherungen und Banken. Fragen des Konsumentenschutzes und der Produktsicherheit betreffen nicht nur immer mehr Lebensbereiche der Menschen, Konsumentenschutz wird in Zeiten komplexer und teils komplizierter werdender Marktbeziehungen für viele KonsumentInnen immer wichtiger.“ Außerdem, so Renner, wolle sie die vielen Betriebe in Niederösterreich, vor allem Klein- und Mittelbetriebe, verstärkt in den Focus stellen und sie mit ihren guten Leistungen vor den Vorhang holen.
Sie folgte am 22. März 2018 Franz Gartner als Dritte Landtagspräsidentin nach. Nach der Landtagswahl in Niederösterreich 2023 schied sie aus dem Landtag aus, zur Dritten Landtagspräsidentin wurde zu Beginn der XX. Gesetzgebungsperiode Eva Prischl gewählt.

## Auszeichnungen
- 2014: Großes Silbernes Ehrenzeichen für Verdienste um die Republik Österreich[9]
- 2019: Goldenes Komturkreuz mit dem Stern des Ehrenzeichens für Verdienste um das Bundesland Niederösterreich[10]
- 2022: Viktor-Adler-Plakette[11]